# Peter Szewczyk
Peter Szewczyk és un director de cinema i animació, director de fotografia i director de vídeos musicals nord-americà.
Szewczyk va començar la seva carrera cinematogràfica al Skywalker Ranch de George Lucas i ha contribuït com a artista en una sèrie de llargmetratges, incloses les franquícies Star Wars, Shrek, Harry Potter i Avatar.
Com a escriptor i director, Szewczyk es va associar amb la BBC per al curtmetratge "ColourBleed". A continuació, va seleccionar l'exalumne de Disney Naomi Scott per al curtmetratge guardonat "Our Lady of Lourdes". També ha dirigit vídeos musicals per a The Maccabees, Naomi Scott i Skunk Anansie. El 2020 va dirigir el seu primer llargmetratge Behemoth.
Està representat al Regne Unit, EUA, Europa i Sud-àfrica per NERD Productions.

## Premis
- L'anunci "Freederm Goose, Part 2" del 2015 guanya el bronze a la millor animació als Kinsale Shark Awards 2015 a Irlanda.[8]
- 2014 L'anunci "Freederm Goose" del 2014 guanya el bronze a la millor animació als Epica Awards 2014.[9]
- 2013 "Our Lady Of Lourdes", HollyShorts Film Festival, Millor VFX.[4]
- 2013 "Our Lady Of Lourdes", Festival de cinema de terror de Chicago, Millor efecte especial[10]
- 2012 "ColourBleed", Fantasporto, Millor curtmetratge.[11]
- 2011 "ColourBleed", HollyShorts Film Festival, Millor curtmetratge internacional.[12]
- 2011 "ColourBleed", XLIV Festival Internacional de Cinema Fantàstic de Catalunya, Menció especial al millor curtmetratge.[13]

## Filmografia

### Vídeos musicals
| Any  | Cançó         | Artista             |
| ---- | ------------- | ------------------- |
| 2014 | Motions       | Naomi Scott         |
| 2014 | Tell me       | Numbers And Letters |
| 2013 | Swiftly Siren | ÍRiS                |
| 2011 | Talk To Much  | Skunk Anansie       |
| 2010 | Young Lions   | The Maccabees       |

### Curtmetratges
| Any  | Pel·lícula          | Paper               |
| ---- | ------------------- | ------------------- |
| 2014 | Recurring Symptoms  | Director            |
| 2013 | Our Lady Of Lourdes | Guionista, director |
| 2011 | Your Crooked Heart  | Director            |
| 2011 | ColourBleed         | Guionista, director |
| 2009 | Dark Clouds         | Director            |

### Altre filmografia
| Any  | Pel·lícula                                   | Paper                                       |
| ---- | -------------------------------------------- | ------------------------------------------- |
| 2015 | Zero                                         | Director de continguts addicionals          |
| 2013 | Thor: The Dark World                         | Supervisor de seqüències                    |
| 2011 | Harry Potter i les relíquies de la mort      | Desenvolupament de la mirada                |
| 2009 | Avatar                                       | Director tècnic d'il·luminació              |
| 2007 | Harry Potter i l'Orde del Fènix              | Seqüència de plom (llum i composició)       |
| 2006 | Ice Age 2: El desglaç                        | Director tècnic d'il·luminació i composició |
| 2005 | Madagascar                                   | Director tècnic d'il·luminació i composició |
| 2005 | Star Wars episodi III: La venjança dels Sith | Previsualització                            |
| 2004 | Shrek 2                                      | Director tècnic d'il·luminació i composició |
| 2001 | Gary i Mike (sèrie de televisió)             | Supervisor d'efectes visuals                |